# Motore V18
Un motore V18 è un motore a pistoni a diciotto cilindri in cui due banchi di nove cilindri sono disposti in una configurazione a V attorno a un albero motore comune.

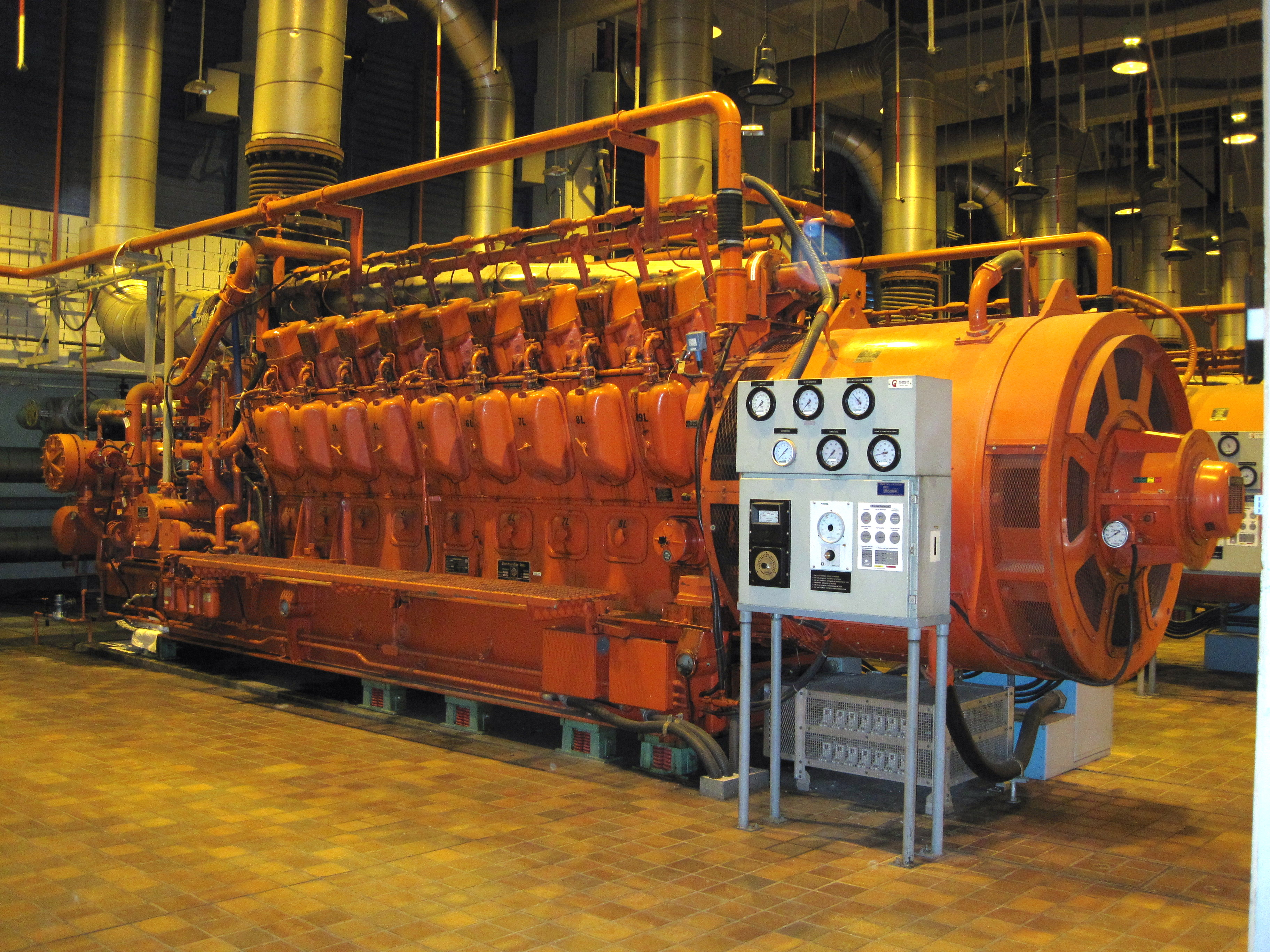
Motore ALCO 18-251, che viene utilizzato come generatore elettrico di riserva in un impianto di acque reflue a Montreal.

I motori V18 sono una configurazione rara, i grandi motori diesel V18 hanno visto un uso limitato nei camion di trasporto, nella generazione di elettricità, nel trasporto ferroviario e nella propulsione marina. Non ci sono automobili conosciute che hanno utilizzato motori V18.

## Esempi
| Nome                                 | Cilindrata         | Potenza in uscita    | Combustibile          | Note |
| ------------------------------------ | ------------------ | -------------------- | --------------------- | --- |
| ALCO 18-251                          | 197,04 litri       | 4562 CV (3,36 MW)    | Diesel                | Progettato e prodotto originariamente da American Locomotive Company; ora prodotto da Fairbanks Morse Engine .                                |
| Caterpillar 3618                     | 333 litri          | 9.655 CV (7,2 MW)    | Diesel                | Fuori produzione |
| Cummins QSK78                        | 77,59 litri        | 3550 CV (2,61 MW)    | Diesel                | Derivato dal V16 QSK60. Commercializzato da Komatsu come SSDA18V170.                                                                          |
| Fairbanks Morse Colt-Pielstick PC2.5 | 1040 litri         | 11.700 CV (8,73 MW)  | Diesel                | In produzione |
| MAN V32 / 44CR                       | 39.055 cu in 643 l | 14.483 CV (10,8 MW)  | Diesel                | In produzione |
| Wärtsilä 18V50DF                     | 2050 litri         | 23 530 hp (17,55 MW) | Diesel o gas naturale | Disponibile sia per la propulsione marina che per la generazione di energia, e utilizzato, per es., nella centrale elettrica di Humboldt Bay. |

I camion da trasporto BelAZ 75600 e Liebherr T 282B sono azionati dal motore Cummins QSK78, mentre il camion da trasporto Komatsu 960E-1 è alimentato dal motore Komatsu SSDA18V170.
Nel 1972, il produttore canadese di locomotive MLW-Worthington ha prodotto il prototipo di locomotiva diesel-elettrica MLW M640 alimentata dal motore ALCO 18-251, tuttavia la locomotiva non ha raggiunto la produzione.